# Operação Yellow Ribbon
A Operação Yellow Ribbon foi realizada no dia 11 de setembro de 2001 em decorrência da série de ataques terroristas ocorrida naquele dia nos Estados Unidos da América. A operação consistia em desviar todos os voos internacionais com destino aos Estados Unidos para o Canadá, a fim de prevenir atentados com essas aeronaves.